# Saku (gemeente in Estland)
Saku (Estisch: Saku vald) is een gemeente in de Estlandse provincie Harjumaa. De gemeente, die ten zuiden van de hoofdstad Tallinn ligt, telde 11.832 inwoners op 1 januari 2024 en heeft een oppervlakte van 169,95 vierkante kilometer.
De landgemeente telt 19 dorpen (Jälgimäe, Juuliku, Kajamaa, Kasemetsa, Kirdalu, Kurtna, Lokuti, Männiku, Metsanurme, Rahula, Roobuka, Saue, Saustinõmme, Sookaera-Metsanurga, Tagadi, Tammemäe, Tänassilma, Tõdva en Üksnurme) en twee wat grotere nederzettingen met de status van alevik (vlek): Saku, de hoofdplaats, en Kiisa. Het dorp Tammejärve is in 2019 bij een grondruil met de buurgemeente Kiili van de landkaart verdwenen.
Saku is bekend door zijn brouwerij, waarvan de geschiedenis teruggaat tot 1820 en die tot de Carlsberg-groep behoort. Het is de oudste en grootste brouwerij van Estland en met afstand de voornaamste werkgever van de gemeente. Het wapen van Saku laat dan ook een bierkroes zien. Het bier heet ook Saku.
De spoorlijn Tallinn - Viljandi loopt door de gemeente. Männiku, Saku, Kasemetsa, Kiisa en Roobuka hebben een station aan de lijn.

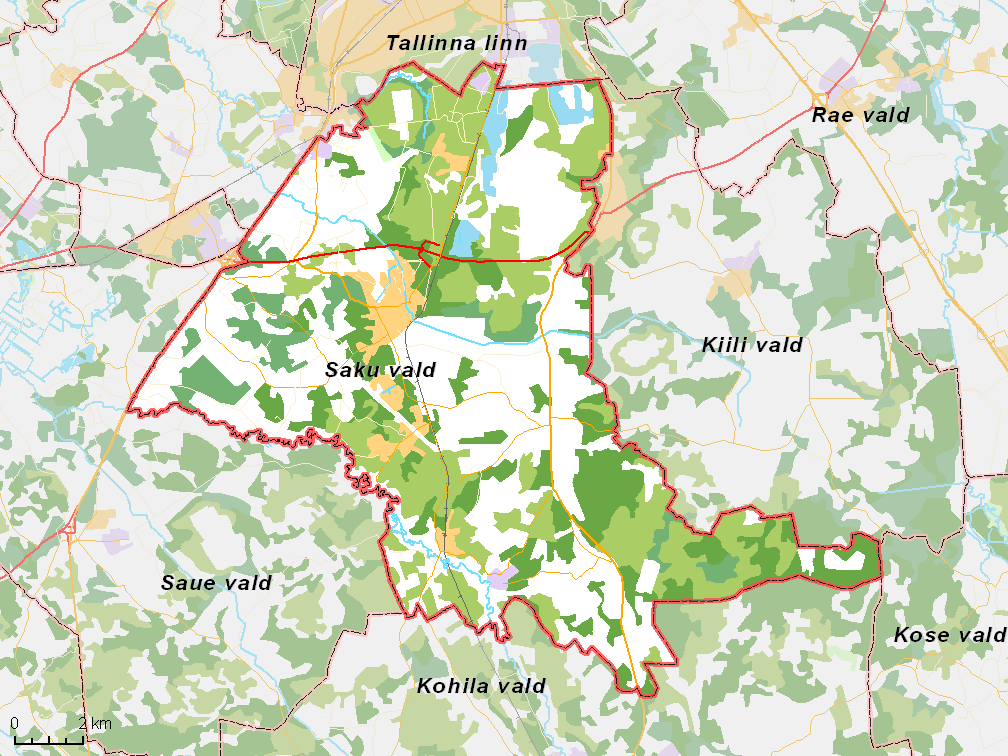
De gemeente met omliggende gemeenten